# 계유정난
계유정난(癸酉靖難)은 1453년(단종 1년) 11월 10일 (음력 10월 10일) 수양대군이 김종서, 황보인, 최지호(조선, 1427~1453) 등을 제거하고 반대파들을 숙청하여 정권을 장악한 정변이다.

## 배경
세종의 뒤를 이은 문종은 자신의 단명(短命)을 예견하고 영의정 황보인, 좌의정 남지, 우의정 김종서 등에게 자신의 사후, 어린 왕세자가 등극하였을 때 잘 보필할 것을 부탁하였다.
문종의 뒤를 이은 단종은 즉위 당시 12세의 어린 나이였기 때문에, 세종과 문종의 유명(遺命)을 받든 고명대신 김종서가 조정의 인사권 및 정권과 병권을 쥐고 섭정을 하였다. 수렴청정을 통해 왕실의 중심점 역할을 해야 할 대비와 대왕대비가 부재(不在)한 상황에서, 세종의 영특한 아들들은 세종대에 각종 정치, 문화 사업에 참여하는 과정에서 각자 만만치 않은 세력을 이루고 있었다. 그중에서도 세종의 둘째 아들 수양대군과 셋째 아들 안평대군의 세력이 가장 강성했으며, 조정의 신료와 왕실, 심지어 환관, 나인까지도 이들의 세력으로 양분되어 있었다.
수양대군은 양녕대군과 자신의 동생 임영대군 그리고 계양군 등을 우군으로 두었고, 안평대군은 세종의 후궁 혜빈 양씨의 세 아들과 금성대군의 지지를 받으며 수양과 대립했다. 이들이 왕권에 위협이 된다고 판단한 김종서와 그를 따르는 신하들은 또한 막강한 세력을 이루며 대군들을 견제하고 있었다.

### 수양대군의 정변 기도

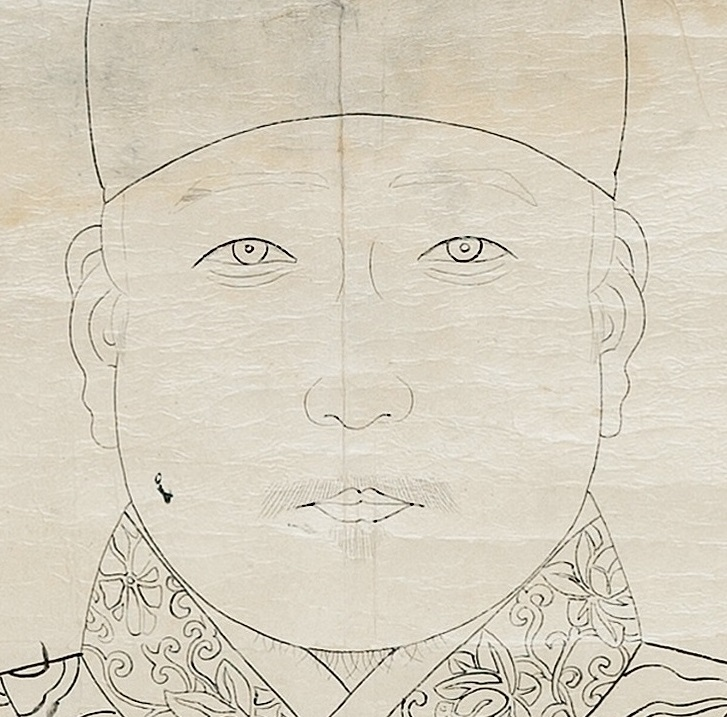
〈세조어진초본〉
----정변을 일으켜 정권을 장악한 수양대군

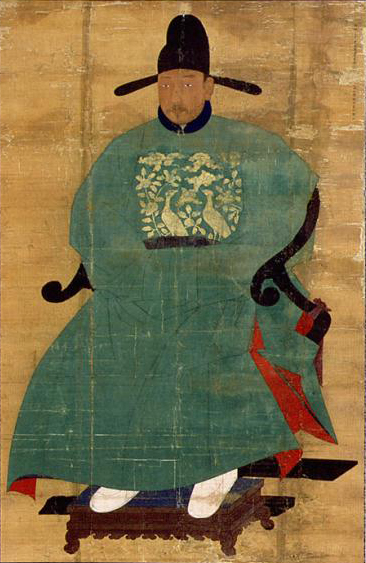
수양대군의 책사 신숙주

조정 대신들이 안평대군과 손을 잡게 되자, 정치적 입지에 위험을 느낀 수양대군은 자신의 뜻을 뒷받침해 줄 수하 책사로 권람, 한명회 등을 맞이하게 된다. 수양대군은 모신(謨臣) 권람을 통하여 당시 경덕궁직으로 있던 한명회를 얻고 한명회를 통해 다시 홍달손, 양정 등의 유능한 무인(武人) 30여 명을 포섭하여 기회를 엿보았다.
한명회, 권람의 합류 이후 수양대군의 정치적 세력 확대에 가속도가 붙어, 평소 절친한 관계였던 집현전 학사 출신의 소장파 관료 신숙주, 무예에 정통한 문관 홍윤성, 무관 양정, 황희의 아들 황수신, 김종서의 최측근 이징옥의 형과 아우인 이징규, 이징석 등이 그 세력으로 합류하게 되며, 왕실 인물들의 포섭에도 노력을 기울여 양녕대군, 임영대군, 영응대군 그리고 세종의 후궁 신빈 김씨 소생인 계양군 이증 등의 주요 종친도 그의 세력이 되었다.
한명회, 권람는 세상을 읽는 능력이 있는 인물로 수양대군의 책사로 활동한다. 불우한 처지에 있던 한명회와 권람은 왕권의 추락과 신권의 막강함과 사회 혼란을 이유로 들어 정변의 당위성을 역설하였다.

## 경과
그리고 수양대군은 한명회 등의 도움을 받아 정치적 계략을 획책하게 되는데, 그 첫 시도는 김종서와 황보인, 최지호, 민신 등의 경계심을 무마하기 위해 명나라에 사신으로 가는 것이었다. 사실 이것은 원래 안평대군이 책사 이현로의 조언으로 그 중요성을 깨닫고 자신이 자청을 했는데, 수양대군이 세력을 동원해 이를 저지시키고 자신이 가게 된 것이었다. 이 사행길을 통해 수양대군은 신숙주를 완전히 자신의 세력으로 포섭하게 되며, 본래 목적이었던 김종서 등의 조정 대신들의 경계심도 무마시키는 데 성공하게 된다.
귀국 후 수양대군은 한명회, 권람, 홍윤성 등과 함께 자신의 집권에 방해가 되는 조정 중신들을 제거할 살생부를 작성하고, 쿠데타 계획을 서둘렀다. 거사일은 음력 10월 10일, 첫 목표는 좌의정 김종서였다. 수양 대군은 병력 동원이 가능했던 무관 양정, 홍달손 등을 통해 경복궁을 점령하기로 하고, 자신은 직접 종 임운, 양정 등과 함께 관복 차림으로 김종서의 집으로 향한다.
김종서는 거사 며칠 전 신숙주, 최항 그리고 거사 당일 권람의 방문을 받았다. 그러나 수양대군이 쿠데타를 획책하고 있다는 것을 전혀 알아차리지 못했던 김종서는 무방비 상태였고, 수양대군은 종 임운에게 철퇴를 가지고 있다가 자신이 신호를 내리면 즉시 김종서를 내려치라는 명을 내렸다.

### 김종서와 조정 대신 제거
수양대군은 좌의정 김종서의 집으로 들어가지 않고 밖에서 수하들과 함께 대기하고 있었고, 김종서는 들어가 담소를 청하나 수양대군은 핑계를 대면서 주저하였고, 미리 준비한 유인용 편지를 김종서에게 전달한다. 김종서가 편지를 달빛에 비춰 보는 순간 수양대군의 신호를 받은 종 임어을운(林於乙云)이 철퇴로 김종서를 내리쳤고, 이어서 임어을운이 김종서의 아들 김승규와 그 동료들을 철퇴로 내리치니, 계유정난은 이렇게 시작되었다.
이후 수양대군은 준비한 행동을 착실히 실행에 옮긴다. 사대문과 주요 군 시설을 장악한 뒤, 경혜공주댁 즉, 시좌소로 들어가 단종에게 김종서가 안평대군과 짜고 역모를 획책했다고 보고한다. 단종의 명을 빙자하여 조정 대신들을 모두 입궐하게 한다. 이 때 재상들이 들어올 때 겸종은 제거하고 홀로 들어오게 하였는데, 대신들은 시좌소에 입궐시킨뒤 수양대군의 반대되는 대신들은 홍윤성과 함귀, 구치관 등 무뢰배가 철퇴로 내려치는 것이었다. 조정 대신 중 수양대군에게 협조적이었던 판중추원사 정인지, 이계전, 이순지 등은 무사했던 반면에, 김종서 일파로 살생부에 적힌 영의정 황보인, 최지호, 이양, 조극관 등은 모두 철퇴에 맞고 살해되었다. 이명민, 조번, 김대정, 하석 등은 자택에서 수양이 보낸 자객들에게 죽고, 문종의 능인 현릉에서 비석 제작을 감독하고 있던 민신을 현릉에서 창살하였고, 정분과 평안도 관찰사 조수량 등을 유배시켰다가 사약을 내려 죽였다.
이 때 임운의 철퇴에 맞은 김종서는 가까스로 일어나 입궐하기 위해 여장을 하고, 가마에 올라타 도성의 사대문을 돌지만 모두 문을 열어주지 않자 차남 김승벽의 처가로 피신한다. 몇몇 행인들에 의해 다음날 아침 양정이 다시 베러가는데 대신들이 죽은 것을 몰랐던 김종서는 죽기 전 순진하게도 자신이 투옥되는 줄 알고 "정승이 어찌 걸어가느냐? 초헌을 내오너라." 라고 말하는 그 순간, 양정은 가차없이 김종서의 목을 베었다.
김종서가 철퇴를 맞고 깨어난 것처럼, 선공부정 이명민이 집에서 자객에게 철퇴를 맞았으나 깨어나서, 들것에 실려 김종서 집에 갔다. 이때 김종서가 가마를 타고 돌아다녔기에 다시 집으로 가던 중, 소식을 들은 홍달손은 호군 박제함을 보내 죽였다.

## 결과
이렇듯 쿠데타가 성공을 거두자, 수양대군은 안평대군의 처벌을 형식적으로 반대하는 제스처를 취했다. 그러나 곧 안평대군을 강화도에 유배시켰다가 의금부를 통해 사약을 내렸으며, 살해된 조정 중신의 처첩, 자녀들을 노비로 전락시켰다. 그리고 정난공신 1등에 자신과 정인지, 그리고 사돈지간이었던 한확 등을 임명하고, 나머지 신하들을 2등, 3등으로 책록하여 조정의 주요 관직들을 독점했다. 수양대군 자신은 영의정과 군권을 모두 장악하여 사실상 재위의 기반을 갖추게 되었다. 또한 역적으로 단죄된 안평대군 등은 선원보략에서 삭제되었다가 훗날 숙종 때 복권된다.
계유정난과 아주 밀접한 반란이 있었는데, 바로 김종서의 참모 이징옥이 일으킨 이징옥의 난이다. 김종서를 죽였다는 명분으로 일으켰지만, 이징옥 자신은 칭제건원을 하였다. '대금'이라는 국가를 세우고, 남만주의 오국성을 도읍으로 황제에 즉위하였다는 것이다. 그러나 이 난도 얼마 못 가 종성(鐘城)판관(判官) 정종(鄭種)과 대호군 이행검의 밀사로 살해당했고, 허무하게 이 난은 정리되었다.
수양대군과 정인지 등은 단종을 압박하여 집현전으로 하여금 자신을 찬양하는 교서(敎書)를 짓게 하는 등 집권태세를 굳혀갔다. 이렇게 조정을 완전히 장악하여 1455년 마침내 왕위를 차지하게 된다.

## 희생된 인물 명단
| - 황보인 - 김종서 - 최지호(조선, 1427~1453) - 정분 - 이용 - 조극관 - 민신 - 이양 - 허후 - 이우직 - 김승규 - 김조동 - 김수동 - 김승벽 - 김중남 - 김팽 - 김효달 - 박금손 - 김자청 - 황보석 - 황보경근 - 황보가마 - 황보흠 | - 홍원숙 - 윤당 - 권은 - 조순생 - 조수량 - 조번 - 조계동 - 조귀동 - 이승윤 - 이계조 - 이소조 - 이장군 - 이징옥 - 이자원 - 이윤원 | - 민보창 - 민보해 - 민보석 - 민보흥 - 민보이 - 이현로 - 이건금 - 이건옥 - 이건철 - 이석정 - 정효전 - 정원석 - 정효강 - 정백지 - 윤처공 - 윤경 - 윤위 | - 이명민 - 원구 - 김대정 - 하석 - 안완경 - 지정 - 이보인 - 이해 - 이심 - 이모 - 이사문 - 이주령 - 이의산 - 김정 - 김말생(外) 등의 열여섯 살 이상의 친자와 열다섯 살 이하 및 모녀, 처첩, 조손, 형제, 자매, 자식의 처첩 |

## 영향
계유정난 이후 집중적으로 형성된 훈구(勳舊) 공신들은 정치권력과 경제적 부를 독점했다. 이런 상황이 계속되면서 반대급부로 사림(士林)은 지방 농민의 지지를 받으며 15세기 이후 조선 성종 때에는 중앙의 정치무대에 대거 등장하여 새로운 정치세력이 되었다. 이것이 훗날 기호학파(畿湖學派), 영남학파(嶺南學派)로 나뉘고 붕당정치(朋黨政治)로 이어지는 계기가 되었다.

## 등장 작품
- 류주현 《파천무》장편소설 3부작
- 《수양대군 길에서 길을 묻다》 이정근 저 (ISBN 978-89-5861-133-2)
- 《공주의 남자》 2011년 KBS 드라마
- 《인수대비》 2011년 JTBC 드라마
- 《관상》 2013년 한재림 감독 영화

## 같이 보기
| - 세조찬위 - 중종 반정 - 단종 - 세조 - 안평대군 - 황보인 - 김종서 - 남지 | - 임영대군 - 금성대군 - 사육신 - 생육신 - 훈구파 - 성승 |